# باتريك إنريسي
باتريك إنريسي (بالإيطالية: Patrick Enrici)‏ هو لاعب كرة قدم إيطالي في مركز الدفاع، ولد في 2 مايو 2001 في كونية في إيطاليا.

## وصلات خارجية
- باتريك إنريسي على موقع قاعدة بيانات كرة القدم.إي يو (الإنجليزية)
- باتريك إنريسي على موقع Soccerway.com (الإنجليزية)
- باتريك إنريسي على موقع عالم كرة القدم.نت (الإنجليزية)